# 静岡県立農業経営高等学校
静岡県立農業経営高等学校（しずおかけんりつのうぎょうけいえいこうとうがっこう）とは、かつて静岡県浜松市都田町に所在した公立の農業高等学校。通称「農経」。
2006年4月、静岡県立浜松城南高等学校と統合され、静岡県立浜松大平台高等学校となった。

## 所在地
〒431-2102 静岡県浜松市都田町8725

## 沿革
- 1897年 - 浜名郡蚕業学校創立
- 1919年 - 県立蚕業学校に改称
- 1934年 - 県立浜松農蚕学校に改称
- 1948年 - 県立浜松農業高等学校に改称
- 1957年 - 県立浜松農工高等学校に改称
- 1964年 - 県立農業経営高等学校設置
- 1997年 - 創立百周年記念式典挙行
- 2000年 - 閉寮式挙行
- 2006年3月 - 閉校
- 2006年4月 - 静岡県立浜松城南高等学校と統合・再編整備し、静岡県立浜松大平台高等学校となる

## 出身者
- 平山博三（元浜松市長）
- 足立誠一（元浜北市長）
- 新井茂雄（水泳選手、1936年ベルリンオリンピック800ｍリレー金メダリスト・100ｍ自由形銅メダリスト）